# Strigops habroptila
Il cacapò (o cacapo o kakapò; dal māori kākāpō, 'pappagallo notturno', in cui kākā sta per 'pappagallo' e pō per 'notte'; Strigops habroptila G. R. Gray, 1845), detto anche strigope, è un grosso pappagallo terricolo, dalle abitudini notturne e incapace di volare; appartiene alla famiglia degli Strigopidi ed è endemico della Nuova Zelanda. È l'unica specie del genere Strigops Gray, 1845.
Possiede un piumaggio finemente screziato di colore giallo e verde, un caratteristico disco facciale di piume sensoriali simili a vibrisse, un grosso becco grigio, zampe corte, piedi grandi e ali e coda relativamente corte. Una combinazione di fattori rende questo uccello unico tra i rappresentanti del suo genere: è l'unico pappagallo al mondo incapace di volare, nonché quello più pesante; ha abitudini notturne ed è erbivoro; presenta un netto dimorfismo sessuale per quanto riguarda le dimensioni; ha un basso metabolismo basale e il maschio non svolge alcun ruolo nelle cure parentali, anzi, questo è l'unico pappagallo che possiede un sistema riproduttivo poliginico basato sui lek. Probabilmente è anche uno degli uccelli più longevi del mondo. La sua anatomia riflette chiaramente la tendenza evolutiva degli uccelli che si trovano a vivere su isole oceaniche con pochi predatori e abbondanza di cibo: corporatura generalmente robusta, con accrescimento dell'efficienza termodinamica a scapito delle abilità di volo, muscoli delle ali ridotti e diminuzione delle dimensioni della carena dello sterno. Come molti altri uccelli della Nuova Zelanda, il cacapò, in passato, era ben noto ai Maori, gli abitanti indigeni della Nuova Zelanda, ed era uno dei protagonisti di molte loro leggende e del folclore tradizionale; ciononostante, i Māori davano a questo uccello una caccia intensa, sia per la sua carne, che per le sue piume con cui venivano prodotti capi di vestiario considerati di gran pregio. Talvolta venivano tenuti anche in cattività come animali domestici.
Il cacapò è una specie gravemente minacciata di estinzione: nel dicembre 2017, secondo quanto riportato dagli esperti dell'apposito programma di recupero, il Kakapo Recovery Programme, erano in tutto 154 esemplari adulti, alla maggior parte dei quali sono stati dati nomi propri. In seguito alla colonizzazione da parte dei polinesiani, prima, e degli europei, dopo, e all'introduzione di predatori quali gatti, ratti, furetti ed ermellini, il cacapò si è ritrovato sulla soglia dell'estinzione. I primi programmi di conservazione ebbero inizio negli anni '90 del XIX secolo, ma i primi successi si riscontrarono solamente con la messa in atto del Kakapo Recovery Programme negli anni '80. Attualmente, tutti i cacapò rimasti si trovano su tre isole libere dai predatori, Codfish (Whenua Hou), Anchor e Little Barrier, dove vengono continuamente monitorati. Due grandi isole del Fiordland, Resolution e Secretary, sono state oggetto di programmi di ripristino ecologico su vasta scala al fine di creare ecosistemi autosufficienti con habitat adeguati per il cacapò.

## Tassonomia

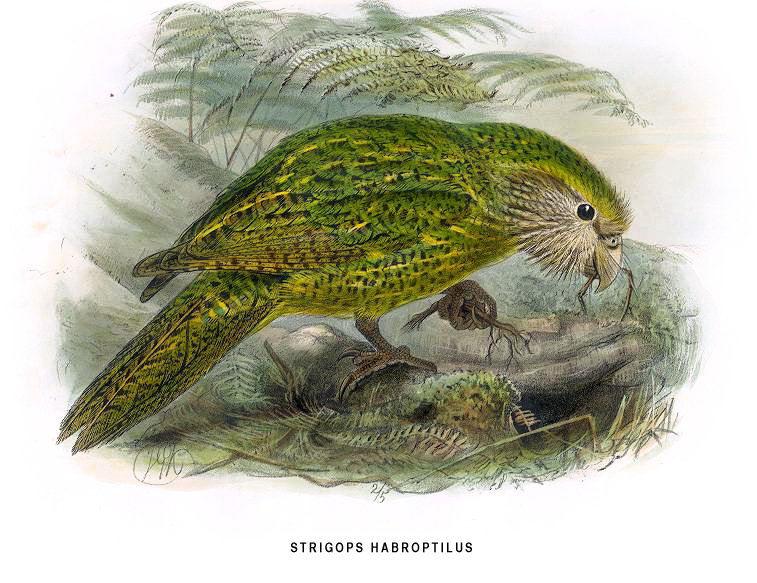
Illustrazione di un cacapò tratta da A History of the Birds of New Zealand di Walter Lawry Buller, pubblicato nel 1873.

Il cacapò venne descritto per la prima volta dall'ornitologo inglese George Robert Gray nel 1845. Il nome comune è la traslitterazione di kākāpō, forma composta dei termini māori kākā («pappagallo») e pō («notte»). Il nome generico deriva dall'unione dei termini greci antichi strigos, genitivo di strix, «gufo», e ops, «faccia», mentre l'epiteto specifico deriva da habros, «morbido», e ptilon, «piuma». L'animale presenta così tante caratteristiche insolite che venne inizialmente classificato in una tribù a parte, quella degli Strigopini. Recenti studi filogenetici hanno confermato l'unicità tassonomica del genere a cui appartiene, così come la sua parentela con il kākā e il kea, entrambi appartenenti al genere neozelandese Nestor. Assieme a questi, viene ora classificato in una superfamiglia separata in seno all'ordine degli Psittaciformi, Strigopoidea. La superfamiglia Strigopoidea comprende una sola famiglia, gli Strigopidi (Strigopidae). L'antenato comune del cacapò e delle specie del genere Nestor rimase isolato dagli altri pappagalli quando la Nuova Zelanda si separò dal Gondwana, circa 82 milioni di anni fa. Successivamente, circa 70 milioni di anni fa, il cacapò si separò dai rappresentanti del genere Nestor.
La colorazione molto simile portò gli ornitologi del passato a credere erroneamente che il cacapò fosse imparentato con i parrocchetti terragnoli e con il pappagallo notturno dell'Australia, ma questa ipotesi non è stata avvalorata dagli studi recenti; piuttosto, questa colorazione criptica sembrerebbe essere un adattamento ad abitudini terricole evolutosi due volte in modo convergente.

## Descrizione

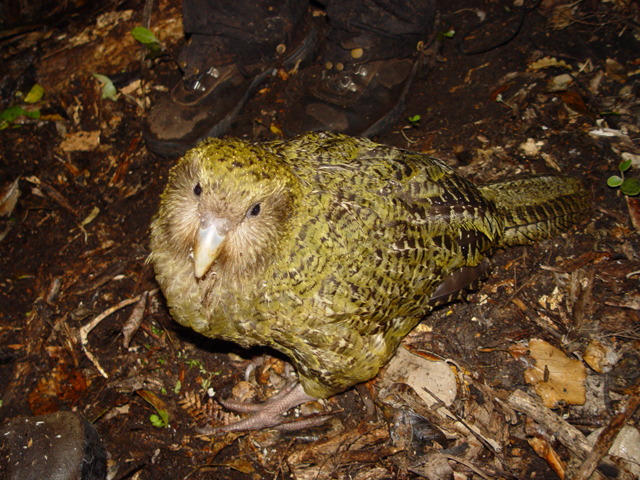
Esemplare di un anno a Codfish Island.

Il cacapò è un grosso pappagallo dalla costituzione robusta: gli adulti possono misurare tra i 58 e i 64 cm di lunghezza per un peso che può variare tra i 950 g e i 4 kg. I maschi sono più grandi delle femmine. Ventotto maschi esaminati nel corso di uno studio pesavano in media 2 kg, mentre i trentanove presi in esame nel corso di un'altra ricerca pesavano in media 2,06 kg. Le femmine esaminate durante gli stessi studi, ventotto e diciotto, pesavano in media, rispettivamente, 1,5 e 1,28 kg. Il cacapò è il pappagallo più pesante del mondo, e il suo peso supera in media di circa 400 g quello del più grande tra i pappagalli capaci di volare, l'ara giacinto. Non può volare, in quanto ha ali relativamente corte per un uccello di tali dimensioni ed è privo della carena sullo sterno alla quale aderiscono i muscoli delle ali negli altri uccelli. Esso usa le sue ali per tenersi in equilibrio e attutire la caduta quando salta giù dagli alberi. A differenza di molti altri uccelli terricoli, è in grado di accumulare grandi quantità di grasso corporeo.
Le piume che ricoprono le regioni superiori del cacapò sono di colore verde muschio-giallastro, barrate o chiazzate di nero o grigio-brunastro scuro, e consentono all'animale di fondersi perfettamente tra la vegetazione nativa. I vari individui possono presentare vari gradi di screziature, tonalità e intensità di colore - gli esemplari museali indicano che alcuni uccelli erano di colore completamente giallo. Petto e fianchi sono di colore verde-giallastro striato di giallo. Il ventre, il sottocoda, il collo e la faccia sono prevalentemente giallastri, striati di verde chiaro e debolmente chiazzati di grigio-brunastro. Dal momento che le piume non hanno bisogno della forza e della rigidità richieste per il volo, sono eccezionalmente morbide, così come indica l'epiteto specifico habroptila. Il cacapò possiede un evidente disco facciale di sottili piume che ricorda il volto di un gufo: di conseguenza, presso i primi coloni europei divenne noto come owl parrot, «pappagallo gufo». Il becco è circondato da delicate vibrisse, o «baffi», che l'uccello utilizza per orientarsi, captando i segnali del terreno mentre cammina con la testa abbassata. Il becco è per lo più color avorio, con alcune parti del ramo superiore grigio-bluastre. Gli occhi sono marrone scuro. I piedi sono grandi, ricoperti di squame e, come quelli di tutti i pappagalli, zigodattili (cioè con due dita rivolte in avanti e due all'indietro). Gli artigli prominenti sono di particolare aiuto nell'arrampicata. Le estremità delle penne della coda spesso sono del tutto usurate per il fatto di essere continuamente trascinate per terra.

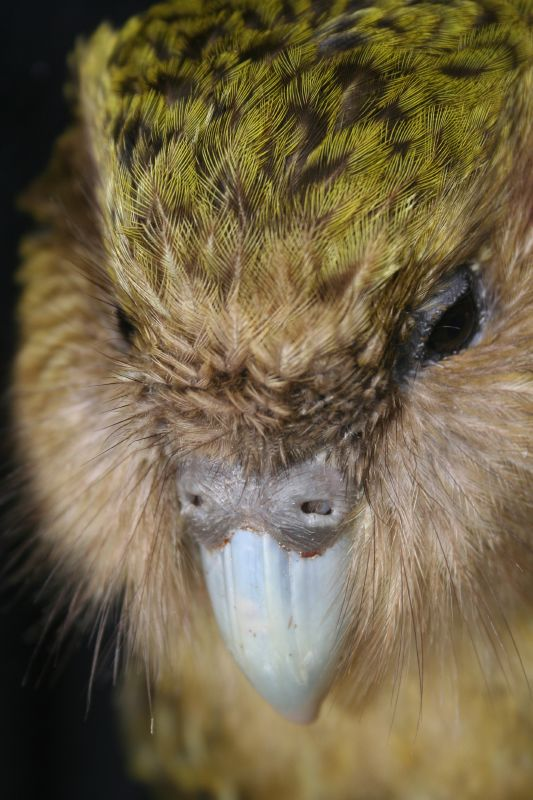
I «baffi» intorno al becco.

Le femmine si distinguono facilmente dai maschi, in quanto hanno testa più stretta e meno bombata, becco più stretto e proporzionalmente più lungo, cera e narici più piccole, zampe e piedi più sottili e di colore grigio-rosato, e coda proporzionalmente più lunga. Anche se il colore del piumaggio non si discosta molto da quello dei maschi, varia leggermente la sua tonalità, con una minore quantità di giallo e di chiazze. Rispetto ai maschi, tendono ad opporre maggiore resistenza e ad essere più aggressive quando vengono maneggiate. Le femmine che stanno nidificando, inoltre, presentano una placca incubatrice sulla pelle nuda del ventre.
Alla nascita i piccoli di cacapò, nidicoli, sono ricoperti di piumino bianco-grigiastro, attraverso il quale si può facilmente vedere la loro pelle rosa. Diventano completamente ricoperti di piume verso i 70 giorni di età, quando lasciano il nido. I giovani tendono ad avere la colorazione di un verde più opaco, con macchie di un nero più uniforme e meno giallo sulle piume. Sono inoltre distinguibili grazie alla coda, alle ali e al becco più corti. A questo stadio dello sviluppo, presentano un anello di brevi piume intorno agli occhi simili a delle ciglia.
Come molti altri pappagalli, i cacapò emettono un'intera varietà di richiami. Oltre ai rimbombi e ai richiami squillanti dei loro rituali di corteggiamento (vedi il capitolo «Riproduzione»), lanciano spesso dei rumorosi skraark per annunciare la loro posizione ad altri uccelli.
Il cacapò ha un olfatto ben sviluppato, di grande aiuto per le sue abitudini di vita notturne. È in grado di distinguere i vari odori mentre si aggira in cerca di cibo, un comportamento registrato solo in un'altra specie di pappagallo. Il grande rapporto bulbo olfattivo/cervello (vale a dire il rapporto tra il diametro massimo del bulbo olfattivo e quello del cervello) indica che, in effetti, ha un senso dell'olfatto più sviluppato rispetto ad altri pappagalli. Una delle caratteristiche più sorprendenti del cacapò è il suo particolare odore di muffa. Dato il suo senso dell'olfatto ben sviluppato, questo odore potrebbe essere un feromone. Purtroppo, come è facile immaginare, l'odore spesso avverte i predatori della presenza di questo animale.
Trattandosi di una specie notturna, il cacapò ha adattato i suoi sensi per vivere nell'oscurità. Varie strutture encefaliche correlate con il senso della vista, come il tetto ottico, il nucleo rotondo e l'entopallio, sono più piccole in relazione alle dimensioni complessive del cervello rispetto a quelle dei pappagalli diurni. La sua retina presenta alcune peculiarità proprie di altri uccelli notturni, ma anche alcune qualità tipiche degli uccelli diurni, e si presta a funzionare al meglio in condizioni di luce crepuscolare. Tali adattamenti consentono al cacapò di avere una maggiore sensibilità alla luce con una scarsa acuità visiva.

### Anatomia interna
Lo scheletro del cacapò differisce da quello degli altri pappagalli per alcune caratteristiche legate alla sua incapacità di volare. In primo luogo, in rapporto alle dimensioni del corpo ha le ali più corte di qualsiasi altro pappagallo. Le penne delle ali sono più corte, più arrotondate e meno asimmetriche, e hanno meno barbule distali per serrarsi tra di loro. Lo sterno è piccolo e presenta una carena bassa e vestigiale e una spina esterna accorciata. Come in altri uccelli incapaci di volare e in alcuni pappagalli che ne sono capaci, la furcula non è fusa, ma consiste di un paio di clavicole che si trovano in contatto con ciascun coracoide. Come in altri uccelli incapaci di volare, l'angolo tra il coracoide e lo sterno è allargato. La pelvi è più grande di quella di altri pappagalli. Le ossa prossimali delle zampe e delle ali sono sproporzionatamente lunghe e gli elementi distali sono sproporzionatamente brevi.
Anche la muscolatura pettorale ha subito modificazioni in seguito alla perdita della capacità di volare. I muscoli pettorale e sopracoracoideo sono notevolmente ridotti. Il muscolo propatagialis tendo longus non ha una distinta parte prossimale. Lo sternocoracoideo è tendineo. Il muscolo cucularis capitis clavicularis, associato alle grandi dimensioni del gozzo, al contrario, è piuttosto ben sviluppato.

## Biologia
Distribuzione nel 1840
     Zone con resti fossili dell'animale

Areale storico del cacapò.
Distribuzione nel 1840
Zone con resti fossili dell'animale

Sembra che il cacapò - come molte delle specie di uccelli della Nuova Zelanda - si sia evoluto per occupare una nicchia ecologica normalmente riempita da varie specie di mammiferi (gli unici mammiferi non marini originari della Nuova Zelanda sono tre specie di microchirotteri). Prima dell'arrivo dell'uomo, era presente in tutte le tre isole principali della Nuova Zelanda, occupando una grande varietà di habitat, comprese le distese di tussock, le boscaglie e le aree costiere. Popolava anche le foreste dominate da podocarpi (rimu, matai, kahikatea, totara), faggi australi, tawa e rata. Nel Fiordland, le aree soggette a valanghe e i pendii ricoperti da detriti con vegetazione in ricrescita - con specie quali il puahou (Pseudopanax arboreus), il makomako (Aristotelia serrata), il tātarāmoa (Rubus sp.), il tutu (Coriaria sp.), il koromiko (Hebe sp.) e il tataraheke (Coprosma sp.) - sono noti tuttora come «giardini del kakapo».
Il cacapò è considerato un «generalista» per quanto riguarda la scelta dell'habitat. Sebbene oggi viva solamente su isole libere dai predatori, una volta era in grado di prosperare con quasi ogni genere di clima presente sulle isole della Nuova Zelanda. Riusciva a sopravvivere sia alle estati calde e aride dell'Isola del Nord che alle fredde temperature invernali delle aree subalpine del Fiordland e lo si incontrava prevalentemente nelle aree adiacenti alle fitte foreste pluviali temperate, anche se non era una specie esclusiva di quell'habitat. Tutti gli esemplari che sono stati trasferiti su isole prive di predatori nel corso degli ultimi decenni si sono adattati bene a qualsiasi cambiamento riguardante l'ambiente e le piante alimentari.
Il cacapò conduce un'esistenza prevalentemente notturna: trascorre il giorno riparato sotto gli alberi o sul terreno e trascorre la notte spostandosi attraverso il proprio territorio.
Sebbene il cacapò non possa volare, è un eccellente scalatore che si arrampica fin sulle chiome degli alberi più alti. È anche in grado di «paracadutarsi» - saltando dal ramo di un albero con le ali distese. In questo modo può spostarsi di pochi metri coprendo un angolo inferiore a 45 gradi. Con solo il 3,3% della sua massa costituita da muscoli pettorali, non sorprende che non possa usare le ali per sollevare il corpo pesante da terra. Dal momento che è incapace di volare, ha esigenze metaboliche più limitate di quelle degli uccelli volatori. È in grado di sopravvivere facilmente con quantità di cibo molto scarse o di qualità scadente. A differenza della maggior parte delle altre specie di uccelli, il cacapò è interamente erbivoro e si nutre di frutti, semi, foglie, steli e rizomi. Il rapporto tra i sessi di una covata dipende dalla dieta della madre. Una dieta maggiormente ricca di proteine tende a portare ad una percentuale più elevata di maschi tra la prole. Quando va in cerca di cibo, il cacapò tende a lasciare dietro di sé strisce di fibra a forma di mezzaluna nella vegetazione, note come «segni di brucatura».
Avendo perso la capacità di volare, il cacapò ha sviluppato zampe molto robuste. Per spostarsi, spesso adotta una rapida andatura «trotterellante», grazie alla quale può coprire anche distanze di diversi chilometri. Durante il periodo di nidificazione, una femmina è stata vista fare due viaggi di andata e ritorno ogni notte tra il nido e il sito di foraggiamento, ad un chilometro di distanza, mentre i maschi possono camminare dal proprio territorio fino ad arene nuziali distanti anche 5 km durante la stagione degli accoppiamenti (ottobre-gennaio).

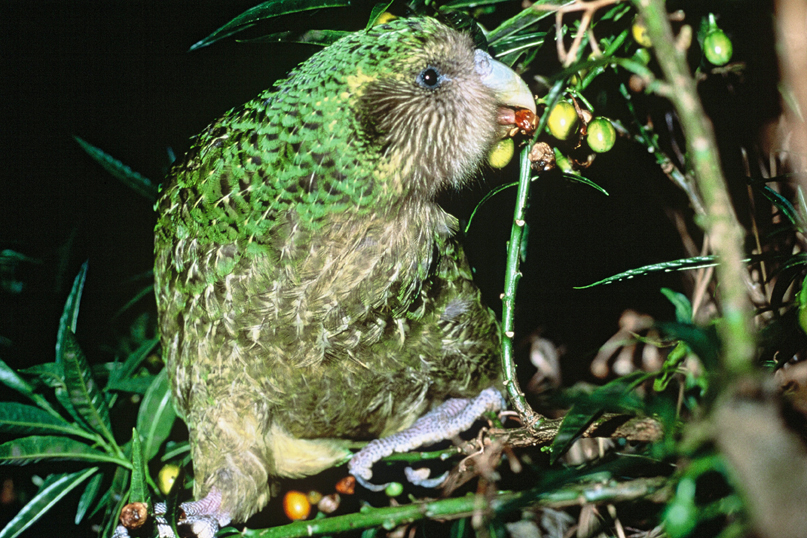
Un esemplare si nutre di frutti di poroporo su Maud Island.

I giovani esemplari spesso ingaggiano combattimenti per gioco, cercando di bloccare il collo dell'avversario sotto il mento. Il cacapò è curioso per natura e sono ben note le sue interazioni con l'uomo. I biologi conservazionisti e i loro aiutanti volontari hanno avuto modo di conoscere da vicino vari esemplari, ognuno dei quali dotato di una distinta personalità. Sebbene siano curiosi nei riguardi degli esseri umani, i cacapò sono estremamente asociali l'uno con l'altro. Se due individui si incontrano lungo lo stesso sentiero mentre vanno in cerca di cibo, ne conseguirà inevitabilmente una lotta. Anche durante l'accoppiamento, il maschio si mostra accondiscendente nei confronti della femmina solamente per il fatto di non morderla a morte durante la loro interazione. Dopo l'accoppiamento, i due partner si separano ed ognuno continuerà per la propria strada.
Il cacapò era una delle specie più diffuse della Nuova Zelanda pre-umana, e uno dei motivi del suo successo era l'insieme di adattamenti messi in atto per evitare efficacemente la predazione da parte degli uccelli rapaci, suoi unici predatori in passato. Tuttavia, questi stessi comportamenti non sono stati di alcuna utilità di fronte ai mammiferi predatori introdotti in Nuova Zelanda dopo l'arrivo dell'uomo, in quanto essi cacciavano con tecniche diverse. Gli uccelli predatori si comportano in maniera molto differente dai loro omologhi mammiferi, facendo affidamento sulla vista acuta per trovare la preda, e quindi cacciano generalmente di giorno (ad eccezione dei gufi). Oltre ai due rapaci presenti ancora oggi su queste isole, il falco della Nuova Zelanda e l'albanella australasiatica, prima dell'arrivo dell'uomo vivevano in Nuova Zelanda anche altri due uccelli da preda: l'aquila di Haast e l'albanella di Eyles. Tutte e quattro le specie sorvolavano l'isola in cerca di prede durante le ore del giorno, e per evitare questi predatori gli antenati del cacapò adottarono un piumaggio mimetico e divennero notturni. Inoltre, quando un cacapò si sente minacciato si immobilizza, in modo da mimetizzarsi con più efficacia tra la vegetazione forestale a cui il suo piumaggio somiglia nella colorazione. Tuttavia la specie non era così al sicuro durante le ore notturne, quando era attivo il gufo sghignazzante: i depositi rinvenuti in prossimità dei nidi di quest'ultimo animale sulle falesie calcaree di Canterbury indicano che il cacapò faceva parte del suo menu.
I mammiferi predatori, al contrario dei rapaci, fanno affidamento sui sensi dell'olfatto e dell'udito per localizzare la preda e spesso vanno a caccia di notte. Gli adattamenti del cacapò per evitare gli attacchi da parte dei rapaci si sono quindi dimostrati del tutto inutili contro questi nuovi nemici - motivo per cui il numero di esemplari è crollato in seguito all'introduzione di cani, gatti e mustelidi. Come sapevano bene gli europei che davano la caccia a questo animale, il modo migliore per localizzare un cacapò era fare affidamento su un cane addestrato.

### Riproduzione

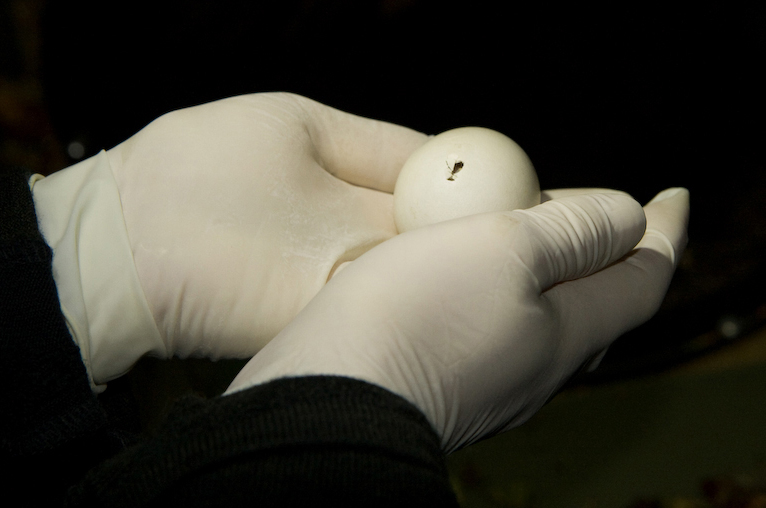
Uovo che si schiude.

Il cacapò è l'unico pappagallo al mondo incapace di volare ed è l'unico uccello che non ne è capace ad avere adottato un sistema riproduttivo basato sui lek, o arene nuziali. I maschi si riuniscono liberamente in un'arena nuziale e competono tra loro per attrarre le femmine. Queste ascoltano le esibizioni dei maschi nel lek e scelgono il proprio partner in base alla qualità della sua parata; i maschi non cercano mai di inseguirle o di prenderle con la forza. Tra i due partner non si forma nessun tipo di legame coniugale: i due si incontrano solo per accoppiarsi.
Durante la stagione del corteggiamento, i maschi lasciano i propri territori dirigendosi verso la sommità delle colline o lungo i crinali, dove stabiliscono le loro arene nuziali. I lek possono distare fino a 7 km dal territorio di un maschio, e all'interno di un'arena i maschi occupano corti che distano in media 50 m l'una dall'altra. Essi rimangono in prossimità del lek per tutta la stagione di corteggiamento. Quando ha inizio la stagione riproduttiva, i maschi combattono per cercare di assicurarsi le corti migliori. Si fronteggiano tra loro con le piume sollevate, le ali spiegate, i becchi aperti e gli artigli alzati, lanciando strilli acuti e ringhiando. Nel corso di tali combattimenti gli uccelli possono ferirsi gravemente o addirittura venire uccisi. L'accoppiamento ha luogo solamente ogni cinque anni circa, quando maturano i frutti dell'albero di rimu. Durante questi anni, i maschi possono emettere i loro richiami «rimbombanti» anche per 6-8 ore ogni notte per oltre quattro mesi.
Ogni corte è costituita da una o più depressioni a forma di disco, note in gergo come bowls, «scodelle», scavate nel terreno da ogni maschio, profonde fino a 10 cm e lunghe abbastanza da accogliere all'interno un uccello di mezzo metro. Il cacapò è uno dei pochi uccelli al mondo che si costruisce le proprie arene nuziali. Le depressioni vengono spesso create accanto a pareti rocciose, terrapieni o tronchi d'albero, in modo da consentire una migliore riflessione del suono - le cavità stesse fungono da amplificatori, aumentando il grado di proiezione dei richiami di corteggiamento dei maschi. Le depressioni di ciascun maschio sono collegate da una rete di sentieri o percorsi che può estendersi anche per 50 m lungo un crinale o per 20 m di diametro attorno alla sommità di una collina. I maschi puliscono meticolosamente le loro depressioni e i sentieri che le collegano dai detriti che vi si accumulano. Sfruttando questa abitudine, i ricercatori possono controllare se le depressioni verranno visitate la notte seguente dopo aver messo dei ramoscelli al loro interno: se il maschio si farà vivo, li raccoglierà sicuramente con il becco e li porterà via.
Per attirare le femmine, il maschio emette richiami rimbombanti a bassa frequenza (sotto i 100 Hz) gonfiando una sacca del torace mentre sta accucciato in una delle sue depressioni. Inizia con bassi grugniti, che aumentano di volume man mano che la sacca si gonfia. Dopo una sequenza di circa 20 rimbombi (o boom) rumorosi, il maschio emette un suono metallico ad alta frequenza, detto ching. A questo punto, si alza in piedi e si riposa un po' prima di abbassare nuovamente la testa, gonfiare il petto e iniziare un'altra sequenza di boom. In una notte serena, i boom possono essere uditi anche ad un chilometro di distanza, ma quando c'è vento il suono può essere trasportato anche a 5 km di distanza. In media i maschi emettono i loro boom per otto ore a notte: in questo periodo di tempo, ogni maschio può produrne migliaia. La stessa scena può ripetersi ogni notte per tre o quattro mesi, durante i quali il maschio può perdere metà del suo peso corporeo. Ogni maschio si sposta da una all'altra delle sue depressioni in modo che i rimbombi possano essere lanciati in direzioni diverse. Sfortunatamente per il cacapò, i boom, oltre alle femmine, attirano anche i predatori, a causa del lungo raggio in cui possono essere uditi.
Le femmine sono attratte dai boom dei maschi in competizione e anch'esse possono spostarsi per vari chilometri dai loro territori fino all'arena nuziale. Non appena una femmina penetra all'interno della corte di uno dei maschi, quest'ultimo si lancia in un'esibizione nella quale dondola da un lato all'altro mentre emette dei forti click con il becco. Rivolge le spalle alla femmina, apre le ali mettendole in mostra e cammina all'indietro verso di lei. Quindi cercherà di accoppiarsi con lei per un periodo che varia dai 2 ai 14 minuti. Dopo che i due uccelli si sono accoppiati, la femmina ritorna nel suo territorio per deporre le uova e allevare i pulcini, mentre il maschio continua a lanciare i suoi boom nella speranza di attrarre un'altra femmina.

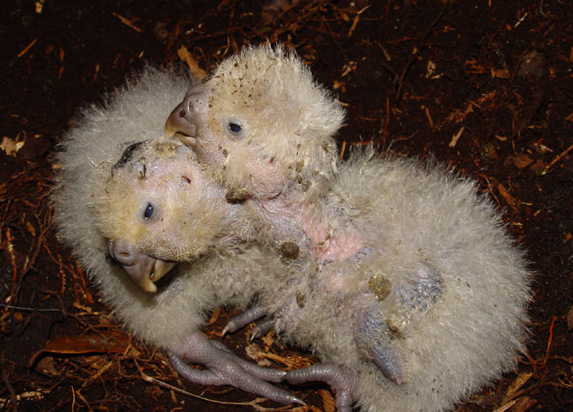
Pulcini appena nati.

La femmina di cacapò depone 1 o 2 uova (raramente 3) per ciclo riproduttivo, con un lungo intervallo tra la deposizione del primo e del secondo uovo. Nidifica sul terreno, al riparo tra la vegetazione, o in cavità quali il tronco di un albero cavo. Essa si dedica fedelmente alla cova delle proprie uova, ma è costretta ad abbandonarle ogni notte per andare in cerca di cibo. In questo modo, le uova rischiano di essere divorate dai predatori, oppure gli embrioni al loro interno possono morire di freddo, in assenza del calore della madre. Dopo 30 giorni circa, le uova si schiudono e vengono alla luce dei pulcini ricoperti di morbido piumino grigio, quasi del tutto inetti. Dopo la schiusa, la femmina alimenta i pulcini per tre mesi, e questi ultimi rimangono con la madre anche alcuni mesi dopo che hanno messo le piume. I giovani pulcini sono vulnerabili ai predatori quasi quanto le uova e cadono vittima di molti degli stessi predatori che attaccano gli adulti. I giovani lasciano il nido a circa 10-12 settimane di età. Anche se diventano sempre più indipendenti, le madri possono continuare a nutrirli sporadicamente fino a quando hanno 6 mesi.
Dal momento che il cacapò è un animale molto longevo, con un'aspettativa di vita media di 58 anni e una massima di 90 anni, i giovani trascorrono un periodo di adolescenza prima di iniziare a riprodursi. I maschi iniziano ad emettere i loro richiami rimbombanti a circa 5 anni di età. Si pensava che le femmine raggiungessero la maturità sessuale a 9 anni, ma questa idea fu smentita nella stagione riproduttiva del 2008, quando due femmine di 6 anni di nome Apirama e Rakiura deposero uova. Generalmente le femmine non cercano un partner fino a quando non hanno tra 9 e 11 anni. Il cacapò non si riproduce tutti gli anni e ha uno dei tassi di riproduzione più bassi tra gli uccelli. La riproduzione ha luogo solamente nelle annate in cui gli alberi producono frutti in gran numero. Il rimu produce un gran numero di frutti solo ogni tre-cinque anni: di conseguenza, nelle foreste dove questo albero è la specie prevalente, quali quelle di Codfish Island, la riproduzione del cacapò ha luogo solo di rado.
Un'altra particolarità del sistema riproduttivo del cacapò è che la femmina può alterare il rapporto tra i sessi della propria prole a seconda delle sue condizioni fisiche. Una femmina che mangia cibi ricchi di proteine produrrà infatti un maggior numero di maschi (i maschi pesano circa il 30-40% in più delle femmine). Grazie a questa capacità, le femmine possono «decidere» di dare alla luce delle femmine quando la competizione per le risorse (come il cibo) è maggiore o dei maschi quando c'è abbondanza di cibo. Una femmina sarà probabilmente in grado di produrre uova anche quando ci sono poche risorse, mentre un maschio sarà più capace di perpetuare la specie quando ce ne sono molte, accoppiandosi con diverse femmine. Questo supporterebbe la teoria della ripartizione dei sessi di Trivers e Willard. La relazione tra il rapporto tra i sessi di una covata e la dieta materna ha delle implicazioni dal punto di vista della conservazione, in quanto una popolazione in cattività mantenuta con una dieta di miglior qualità produrrà meno femmine e quindi meno individui preziosi per il recupero della specie.

### Alimentazione
Il becco del cacapò è perfetto per macinare finemente il cibo. Per questo motivo il cacapò ha un ventriglio molto piccolo rispetto ad altri uccelli della stessa taglia. La sua dieta è generalmente vegetariana, in quanto si nutre di piante autoctone, semi, frutti, polline e perfino dell'alburno di alcuni alberi. Uno studio del 1984 ha identificato almeno 25 specie nel suo menu. Ama in particolar modo i frutti dell'albero di rimu e durante le stagioni in cui sono abbondanti si nutre quasi esclusivamente di questi. Il cacapò ha la caratteristica abitudine di afferrare una foglia o una fronda con un piede e spogliare le parti nutrienti della pianta con il becco, lasciando una palla di fibra indigeribile. Questi piccoli pezzi di fibre vegetali sono un segno distintivo della presenza dell'uccello. Si ritiene che il cacapò sfrutti l'azione di batteri presenti nel primo tratto del tubo digerente per fermentare e digerire meglio le sostanze di origine vegetale.
Il menù del cacapò cambia in base alla stagione. Tra le specie mangiate più di frequente durante l'intero corso dell'anno figurano Lycopodium ramulosum, Lycopodium fastigium, Schizaea fistulosa, Blechnum minus, Blechnum procerum, Cyathodes juniperina, Dracophyllum longifolium, Olearia colensoi e Thelymitra venosa. Piante diverse appartenenti alla stessa specie vengono spesso trattate in maniera diversa. Il cacapò lascia dietro di sé prove evidenti della sua attività di ricerca del cibo su un'area di foreggiamento che, a seconda degli individui, può variare da 10 m per 10 a 50 m per 100. I terreni di foraggiamento del cacapò ospitano quasi sempre cespugli di manuka e di Lepidothamnus intermedius.

## Conservazione
I reperti fossili indicano che, in epoca pre-polinesiana, il cacapò era il terzo uccello più comune della Nuova Zelanda ed era diffuso su tutte e tre le isole principali. Tuttavia, la popolazione è diminuita in maniera massiccia sin dall'arrivo dei primi esseri umani nel paese. A partire dal 1891, vengono portati avanti programmi di conservazione per scongiurarne l'estinzione. Quello di maggior successo è stato il Kakapo Recovery Programme («Programma per il recupero del cacapò»), istituito nel 1989 e tuttora in corso.

### L'impatto umano

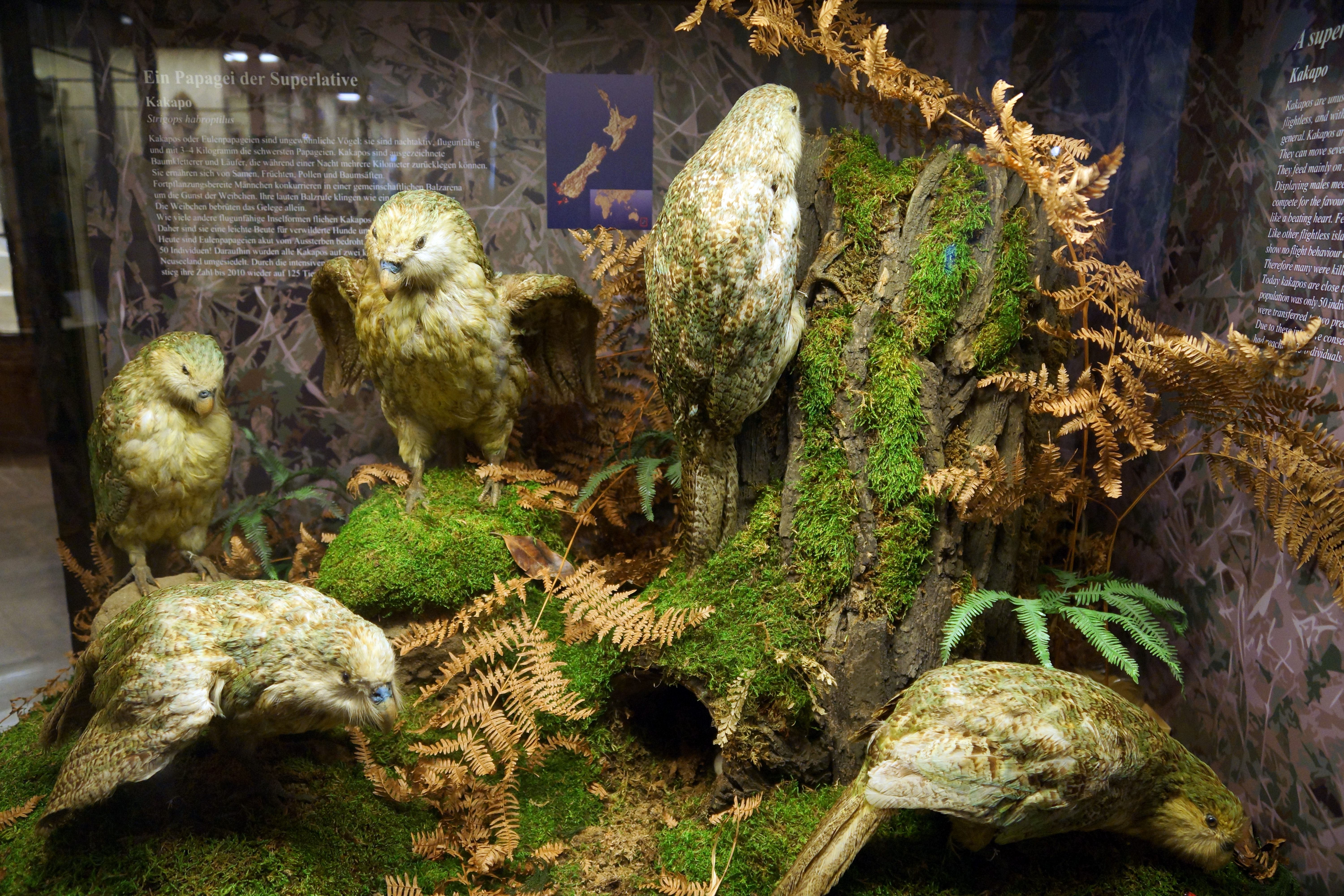
Esemplari impagliati al museo di storia naturale di Vienna: migliaia di cacapò sono stati abbattuti per rifornire i musei di tutto il mondo.

La causa principale del declino del cacapò è stata l'arrivo dell'uomo. Il folclore maori suggerisce che questo animale fosse presente in tutto il paese quando 700 anni fa i polinesiani giunsero per la prima volta sull'isola che chiamarono Aotearoa. I resti subfossili e quelli ritrovati all'interno dei mound indicano che l'uccello era presente in tutta l'Isola del Nord, l'Isola del Sud e l'isola di Stewart/Rakiura prima che i Māori giungessero su queste isole e anche durante i primi periodi della loro colonizzazione. I Māori cacciavano il cacapò, oltre che per la carne, anche per la sua pelle e per le piume, con cui venivano confezionati dei mantelli. Le teste essiccate venivano usate come ornamenti per le orecchie. A causa della sua incapacità di volare, del suo odore pungente e dell'abitudine di rimanere immobile quando si sente minacciato, il cacapò era una facile preda per i Māori e per i loro cani. Le uova e i pulcini venivano razziati anche dal ratto polinesiano o kiore, che i Māori portarono in Nuova Zelanda. Inoltre, la deliberata rimozione della vegetazione da parte dei Māori portò alla riduzione dell'areale della specie. Anche se al momento dell'arrivo degli europei il cacapò era già scomparso da molte zone di queste isole, come la regione dei monti Tararua e Aorangi, esso era ancora presente nella parte centrale dell'Isola del Nord e nelle aree boschive dell'Isola del Sud.
A partire dagli anni '40 del XIX secolo, i coloni europei liberarono vaste aree di terra per l'agricoltura e il pascolo, riducendo ulteriormente l'habitat del cacapò. Essi inoltre portarono con sé molti cani e altri mammiferi predatori, compresi gatti domestici, ratti neri ed ermellini. Gli europei conoscevano poco il cacapò fino a quando George Gray del British Museum non descrisse la specie a partire da una spoglia inviata in Inghilterra nel 1845. Così come i Māori prima di loro, anche i primi esploratori europei e i loro cani mangiavano i cacapò. Alla fine del XIX secolo, il cacapò era ormai divenuto ben noto come curiosità scientifica e migliaia di esemplari furono catturati o uccisi per rifornire zoo, musei e collezionisti. La maggior parte degli esemplari catturati moriva nel giro di pochi mesi. Almeno a partire dagli anni '70 del XIX secolo, i collezionisti sapevano che la popolazione del cacapò stava diminuendo, ma la loro principale preoccupazione era di raccoglierne il maggior numero possibile prima che l'uccello si estinguesse.
Negli anni '80 del XIX secolo, in Nuova Zelanda furono rilasciati un gran numero di mustelidi (ermellini, furetti e donnole) con lo scopo di ridurre il numero dei conigli, ma questi iniziarono a predare soprattutto molte specie native, compreso il cacapò. Altri animali brucatori, come i cervi, anch'essi introdotti, entrarono in competizione con il cacapò per il cibo e causarono l'estinzione di alcune delle sue specie vegetali preferite. Si dice che il cacapò fosse ancora presente vicino alle sorgenti del fiume Whanganui nel 1894, e uno degli ultimi esemplari diffusi sull'Isola del Nord fu un individuo catturato sui monti Kaimanawa da Te Kepa Puawheawhe nel 1895.

### Primi tentativi di protezione
Nel 1891 il governo della Nuova Zelanda designò Resolution Island, nel Fiordland, come riserva naturale e nel 1894 Richard Henry venne nominato suo gestore. Essendo un appassionato naturalista, Henry era consapevole del fatto che gli uccelli nativi stavano diminuendo e iniziò a catturare esemplari di cacapò e kiwi dalla terraferma per trasferirli su Resolution Island, priva di predatori. In sei anni trasferì più di 200 cacapò su Resolution. Nel 1900, tuttavia, alcuni ermellini riuscirono a raggiungere a nuoto l'isola, colonizzandola: la florida popolazione di cacapò che si era andata costituendo venne spazzata via nel giro di 6 anni.
Nel 1903 tre cacapò furono trasferiti da Resolution Island alla riserva naturale di Isola della Piccola Barriera, a nord-est di Auckland, ma su quest'ultima erano già presenti dei gatti randagi e questi esemplari non furono più avvistati. Nel 1912 tre cacapò furono trasferiti in un'altra riserva, Kapiti Island, a nord-ovest di Wellington. Uno di loro sopravvisse almeno fino al 1936, nonostante la presenza di gatti randagi per una parte del periodo tra le due date.
Negli anni '20 il cacapò scomparve dall'Isola del Nord e nell'Isola del Sud sia l'areale che il numero di esemplari stavano diminuendo. Uno dei suoi ultimi rifugi era l'aspra regione del Fiordland. Qui, durante gli anni '30, veniva spesso avvistato o udito, e occasionalmente mangiato, da cacciatori od operai. Negli anni '40 le notizie sugli avvistamenti di questo animale iniziarono a divenire più scarse.

### Tentativi di protezione tra il 1950 e il 1989

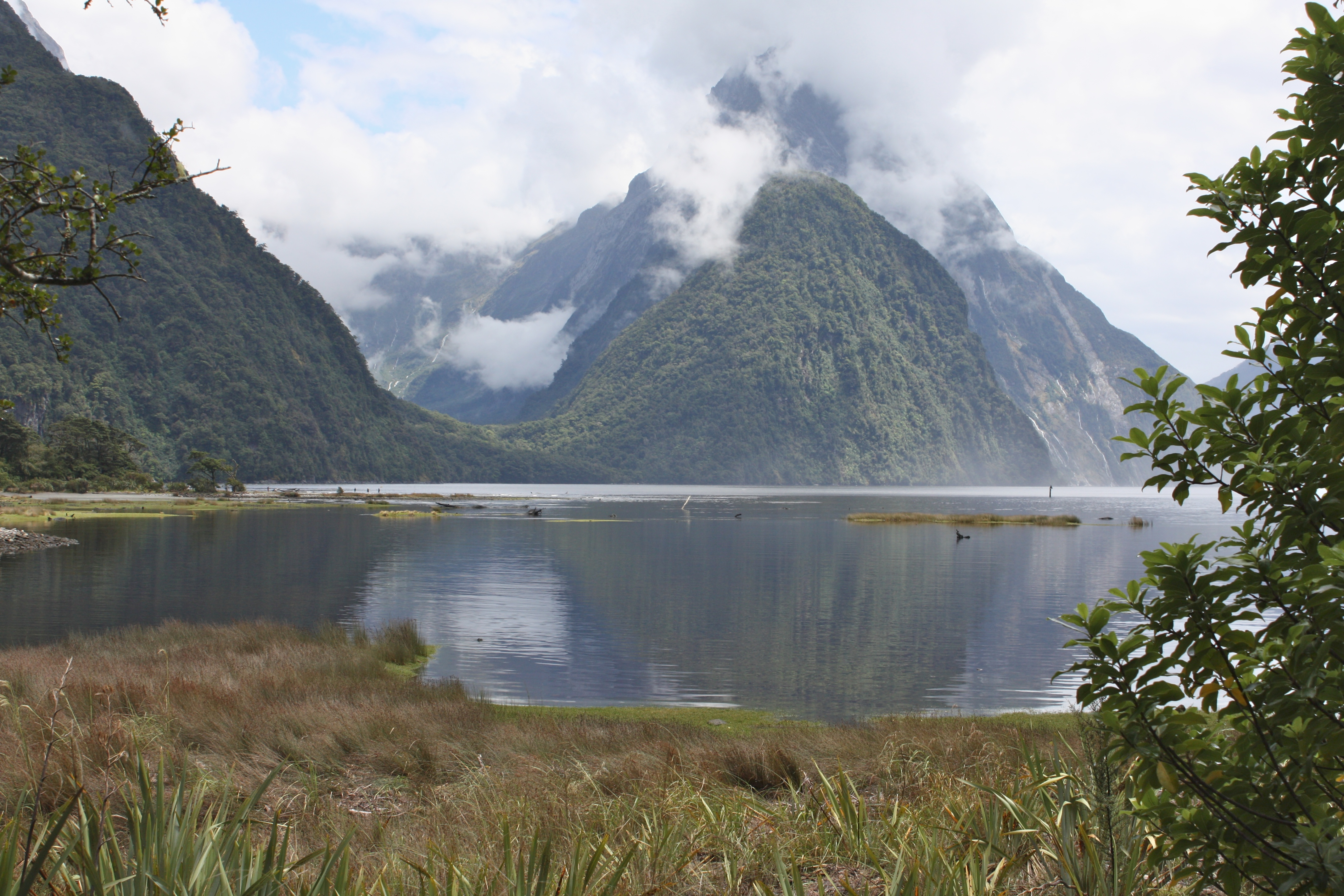
Sinbad Gully, nel Fiordland, visibile tra le montagne all'estremità di un fiordo, è stata una delle ultime roccaforti del cacapò sulla terraferma neozelandese.

Negli anni '50 fu fondato il New Zealand Wildlife Service e sotto la sua supervisione iniziarono ad essere effettuate regolari spedizioni alla ricerca del cacapò, soprattutto nel Fiordland e in quello che è attualmente il parco nazionale di Kahurangi nel nord-ovest dell'Isola del Sud. Durante sette spedizioni nel Fiordland tra il 1951 e il 1956 furono rinvenuti soltanto segni recenti della presenza dell'animale. Finalmente, nel 1958, un esemplare venne catturato e rilasciato in un'area recintata a Milford Sound nel Fiordland. Altri sei cacapò furono catturati nel 1961: uno fu rilasciato e gli altri cinque furono trasferiti nelle voliere della riserva ornitologica di Mount Bruce vicino a Masterton nell'Isola del Nord. Nel giro di pochi mesi, quattro degli uccelli erano morti e il quinto morì dopo circa quattro anni. Nei successivi 12 anni, le regolari spedizioni trovarono solamente pochi indizi della presenza del cacapò, segno che il numero di esemplari continuava a diminuire. Nel 1967 fu catturato un solo esemplare, che morì l'anno seguente.
Agli inizi degli anni '70 gli studiosi iniziarono a nutrire i primi dubbi sulla reale sopravvivenza del cacapò, ma alla fine del 1974 gli scienziati riuscirono a localizzare diversi esemplari di sesso maschile e ad effettuare le prime osservazioni scientifiche sui richiami rimbombanti della specie. Queste osservazioni portarono Don Merton a ipotizzare per la prima volta che il cacapò avesse un sistema riproduttivo basato sui lek. Tra il 1974 e il 1976, furono scoperti 14 esemplari di cacapò, ma sembravano essere tutti maschi. I conservazionisti iniziarono a temere seriamente che la specie fosse sul punto di estinguersi, in quanto sembrava che nessuna femmina fosse sopravvissuta. Un maschio, catturato nella zona di Milford nel 1975 e battezzato «Richard Henry», venne trasferito su Maud Island. Tutti gli uccelli che il Wildlife Service aveva scoperto tra il 1951 e il 1976 vivevano in valli glaciali a U fiancheggiate da falesie quasi verticali circondate da alte montagne. Terreni così estremi avevano rallentato la colonizzazione da parte dei mammiferi brucatori, consentendo la sopravvivenza di vere e proprie «isole» di vegetazione nativa praticamente immutata. Tuttavia anche qui vi erano degli ermellini e a partire dal 1976 il cacapò scomparve dai fondovalle e solo pochi maschi riuscirono a sopravvivere in alto sulle parti più inaccessibili delle falesie.
Prima del 1977, non era mai stata effettuata nessuna spedizione alla ricerca del cacapò sull'isola di Stewart/Rakiura, ma in quell'anno vi furono segnalati alcuni avvistamenti. Già nel primo giorno, una spedizione giunta sull'isola trovò un sistema di sentieri e depressioni; poco dopo, furono trovate varie decine di esemplari di cacapò. Il ritrovamento, avvenuto in un'area di 8000 ettari di boscaglia e foresta modificate dal fuoco, sollevò la speranza che la popolazione comprendesse anche delle femmine. La popolazione complessiva venne stimata tra i 100 e i 200 esemplari.
I mustelidi non sono mai riusciti a colonizzare l'isola di Stewart/Rakiura, ma i gatti randagi sì. Durante un sopralluogo, apparve evidente che i gatti uccidevano i cacapò al tasso del 56% ogni anno. Con questo ritmo gli uccelli non sarebbero mai riusciti a sopravvivere sull'isola e quindi, nel 1982, fu introdotto un programma di controllo intensivo dei gatti, dopo il quale non venne più trovato nessun cacapò ucciso da uno di questi animali. Tuttavia, per garantire la sopravvivenza degli uccelli rimasti, gli studiosi decisero in seguito che questa popolazione doveva essere trasferita su isole prive di predatori; tale operazione venne effettuata tra il 1982 e il 1997.

### Il Kakapo Recovery Programme
| Sito di trasferimento          | Numero di cacapò | Morti entro 6 mesi | Esemplari ancora in vita nel novembre 1992 |
| ------------------------------ | ---------------- | ------------------ | ------------------------------------------ |
| Maud Island (1974-81)          | 9 (6♂, 3♀)       | 3 (2♂, 1♀)         | 4 (2♂, 2♀)                                 |
| Little Barrier Island (1982)   | 22 (13♂, 9♀)     | 2 (1♂, 1♀)         | 15-19 (10-12♂, 5-7♀)                       |
| Codfish Island (1987-92)       | 30 (20♂, 10♀)    | 0                  | 20-30 (13-20♂, 7-10♀)                      |
| Maud Island (1989-91)          | 6 (4♂, 2♀)       | 0                  | 5 (3♂, 2♀)                                 |
| Mana Island (1992)             | 2 (2♀)           | 1 (1♀)             | 1 (1♀)                                     |
| Totale                         | 65 (43♂, 22♀)    | 6 (3♂, 3♀)         | 41-55 (27-36♂, 14-19♀)                     |
| Nota: ♂ = maschi, ♀ = femmine. |                  |                    |                                            |

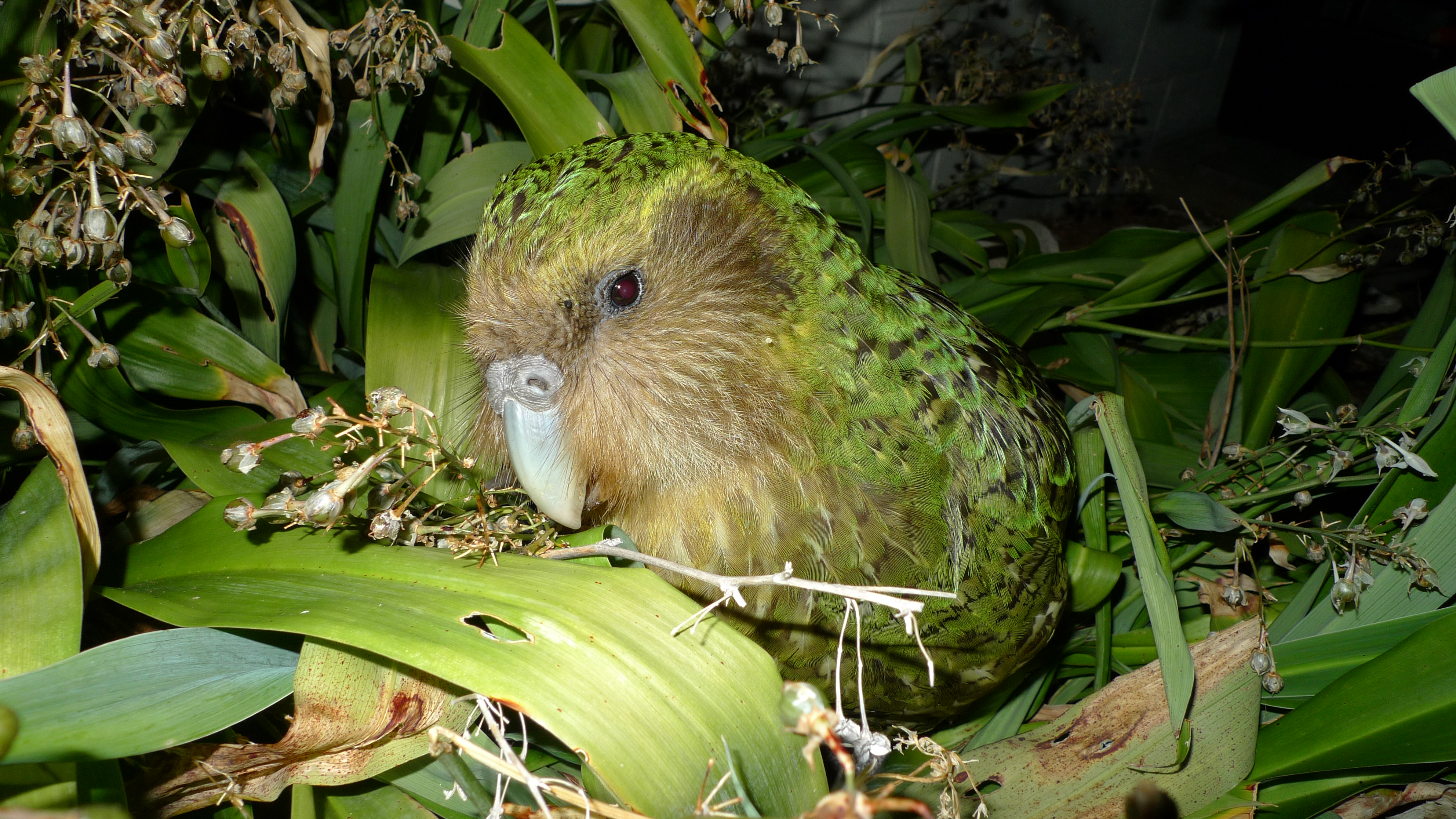
Sirocco, un maschio adulto, a Maud Island.

Nel 1989 venne lanciato il Kakapo Recovery Programme, per la cui attuazione venne creato l'apposito Kakapo Recovery Group. Per coordinare le azioni del programma, il Dipartimento della Conservazione sostituì il Wildlife Service. La prima azione del progetto consistette nel ricollocare tutti i cacapò rimasti in isole adatte per la loro riproduzione. Tuttavia, dato che nessuna delle isole neozelandesi era adatta a questo scopo, fu necessario ricostituire su alcune di esse l'habitat originario attraverso azioni di riforestazione su vasta scala e di eradicazione dei mammiferi predatori e dei competitori introdotti. Alla fine furono scelte quattro isole: Maud, Hauturu/Little Barrier, Codfish e Mana. Sessantacinque esemplari (43 maschi e 22 femmine) furono trasferiti con successo su queste isole in cinque mandate. Alcune isole dovettero essere riabilitate più volte in seguito alla ricomparsa di gatti randagi, ermellini e weka. Little Barrier Island venne infine considerata non adatta allo scopo a causa del suo terreno accidentato, della sua foresta troppo fitta e della continua presenza di ratti, e tutti gli uccelli che vi erano stati trasferiti furono portati via nel 1998. In sostituzione di quest'area protetta e di quella di Mana Island, furono istituiti due nuovi santuari del cacapò, Chalky Island (Te Kakahu) e Anchor Island. L'intera popolazione di cacapò di Codfish Island venne temporaneamente trasferita nel 1999 su Pearl Island, a Port Pegasus, per consentire ai conservazionisti di eliminare la popolazione di ratti ivi presente. Tutti i cacapò di Pearl e Chalky Island furono trasferiti su Anchor Island nel 2005.

Il controllo dei gatti nel 1982 arrestò il rapido declino degli esemplari di cacapò, che sono nuovamente aumentati grazie all'attuazione del Kakapo Recovery Programme. Le frecce rosse indicano gli anni della riproduzione. I dati diventano meno precisi prima del 1995: forse nel 1977 vi erano solo 50 uccelli.

Un ruolo importante nel successo del piano di recupero l'ha avuto la somministrazione di cibo extra alle femmine. I cacapò si riproducono solamente ogni due-cinque anni, quando un certo tipo di specie vegetali, soprattutto Dacrydium cupressinum (rimu), producono frutti e semi ricchi di proteine. Le osservazioni sulla relazione tra la nidificazione intermittente e gli anni di maggior fruttificazione hanno aiutato i biologi a capire quali sono gli alimenti supplementari adatti per aumentare la frequenza di riproduzione della specie. Nel 1989, 12 stazioni di foraggiamento furono rifornite ad libitum con sei alimenti preferiti da questi animali (mele, patate dolci, mandorle, noci del Brasile, semi di girasole e noci). Maschi e femmine gradirono molto il cibo extra e le femmine nidificarono a Little Barrier Island nelle estati del 1989-91 per la prima volta dal 1982, anche se il successo riproduttivo fu basso.
L'alimentazione supplementare non solo aumenta la frequenza di riproduzione del cacapò, ma influenza anche il rapporto tra i sessi della prole, in quanto questo è influenzato dalle condizioni materne. (Vedi il capitolo «Riproduzione».) Questa scoperta è stata successivamente utilizzata per aumentare il numero dei pulcini di sesso femminile manipolando deliberatamente le condizioni materne. Durante l'inverno del 1981, il cibo extra venne somministrato soltanto alle femmine che pesavano meno di 1,5 kg per evitare che le loro condizioni corporee migliorassero troppo, e nel 1982 il rapporto tra i sessi risultò essere vicino alla parità, grazie alla scelta deliberata di far nascere meno maschi.
Anche se il successo riproduttivo può essere migliorato grazie al cibo extra, la sopravvivenza dei giovani è ostacolata dalla presenza dei ratti polinesiani. Di 21 pulcini nati tra il 1981 e il 1994, nove furono uccisi dai ratti o morirono e furono successivamente mangiati dai ratti. La protezione dei nidi è stata intensificata a partire dal 1995 posizionando trappole e postazioni di avvelenamento non appena viene avvistato un nido. Una piccola videocamera e una fonte di luce a infrarossi tengono continuamente sotto controllo il nido e spaventano i ratti che si avvicinano con luci lampeggianti e suoni rumorosi. Per aumentare il tasso di successo della riproduzione, i guardiani del nido posizionano una piccola coperta elettrica termostaticamente controllata sopra le uova o i pulcini ogni volta che la femmina lascia il nido per andare in cerca di cibo. Così facendo, il tasso di sopravvivenza dei pulcini è aumentato dal 29% nei nidi non protetti al 75% in quelli protetti.
Per tenere continuamente sotto controllo la popolazione di cacapò, ogni uccello è stato dotato di un trasmettitore radio. Ogni cacapò conosciuto, salvo alcuni giovani pulcini, ha ricevuto un nome dai funzionari del Kakapo Recovery Programme. Questo è un modo affettuoso che consente ai conservazionisti di considerare ognuno degli esemplari come un individuo distinto, ma è anche un buon promemoria per ricordare quanto siano pochi gli esemplari rimasti. L'incubazione artificiale delle uova e la nutrizione a mano dei pulcini sono spesso state usate per migliorare le condizioni di uova e piccoli. Nel novembre 2005, la popolazione comprendeva 41 femmine e 45 maschi, compresi quattro pulcini (3 femmine e 1 maschio) nati nello stesso anno. Nel dicembre 2010, morì il più vecchio cacapò conosciuto, «Richard Henry»: gli studiosi ritengono che avesse circa 80 anni.

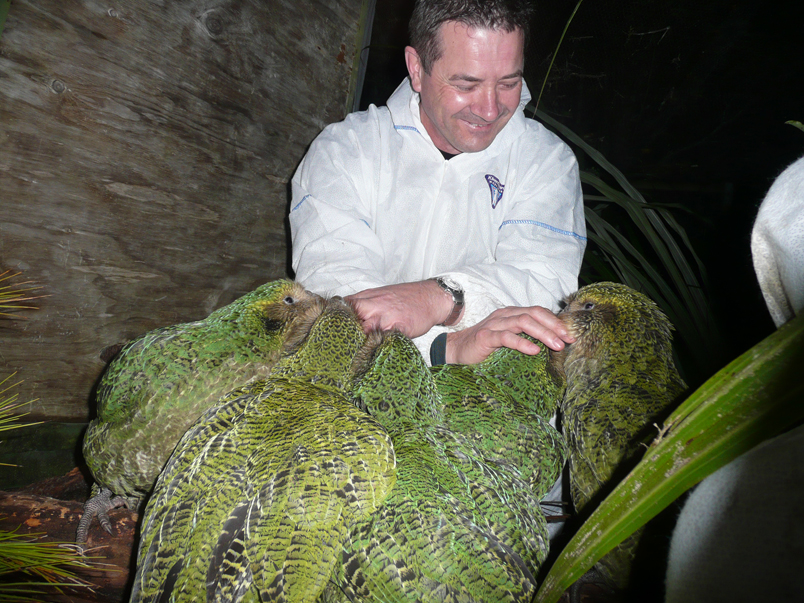
Funzionario del Dipartimento di Conservazione con pulcini di cacapò.

Nel 2006 il Kakapo Recovery Programme presentò un nuovo piano di gestione per il periodo 2006-2016. Obiettivi principali di questo piano erano di portare la popolazione femminile ad almeno 60 esemplari entro il 2016, aumentare la diversità genetica (dal momento che si teme che lo scarso numero di esemplari possa portare a depressione endogamica), mantenere o ripristinare un habitat sufficientemente ampio per far fronte al previsto aumento della popolazione di cacapò e mantenere alti la consapevolezza e il sostegno dell'opinione pubblica.
Il Kakapo Recovery Programme ha avuto successo, e il numero di esemplari di cacapò è in costante aumento. Il tasso di sopravvivenza e di produttività degli adulti sono entrambi migliorati in modo significativo dall'inizio del programma. Tuttavia, l'obiettivo principale è quello di stabilire almeno una popolazione vitale, autosufficiente e non gestita artificialmente, che sia parte integrante dell'ecosistema di un habitat protetto. Per contribuire a superare questa sfida per i conservazionisti, due grandi isole del Fiordland, Resolution (20.860 ha) e Secretary (8140 ha), sono già state preparate per la reintroduzione del cacapò con attività di ripristino ecologico su larga scala. In definitiva, il prossimo obiettivo del Kakapo Recovery Programme è quello di ripristinare il «mauri» (la «forza vitale» dei Māori) del cacapò allevando 150 femmine adulte.
Durante la stagione riproduttiva dell'estate 2008-09, la popolazione totale di cacapò ha superato per la prima volta le 100 unità da quando ha avuto inizio il monitoraggio, raggiungendo i 154 esemplari nel 2016, di cui 116 adulti. Tuttavia, ventidue dei 34 pulcini nati nel 2008-09 dovettero essere alimentati a mano a causa di una carenza di cibo a Codfish Island.
Nel 2012 sette cacapò sono stati trasferiti su Little Barrier Island nel tentativo di stabilire un programma riproduttivo di successo. Gli ultimi esemplari avevano lasciato l'isola nel 1999.
Nel marzo 2014, quando la popolazione di cacapò era salita a 126 individui, la ripresa della specie è stata usata da un'artista di Melbourne, Sayraphim Lothian, come una metafora per la ripresa di Christchurch dopo il terremoto, celebrando lo «spirito indomito di queste due comunità e la loro determinazione a ricostruire».

## Nella cultura māori
Il cacapò è uno dei protagonisti del folclore e delle leggende māori. Il ciclo riproduttivo irregolare della specie, correlato alle annate di maggiore fruttificazione di particolari specie di piante, come il rimu, portò i Māori a credere che l'uccello fosse dotato della capacità di predire il futuro. A sostegno di questa tesi, alcuni Māori raccontavano di aver visto dei cacapò che facevano cadere delle bacche degli alberi di hinau e di tawa (durante la stagione della fruttificazione) in pozze d'acqua ben riparate per conservarle come riserva di cibo per l'estate a venire: a tale leggenda si deve l'origine della pratica māori di immergere il cibo nell'acqua per lo stesso scopo.

### Utilizzo come fonte di cibo e di vestiario

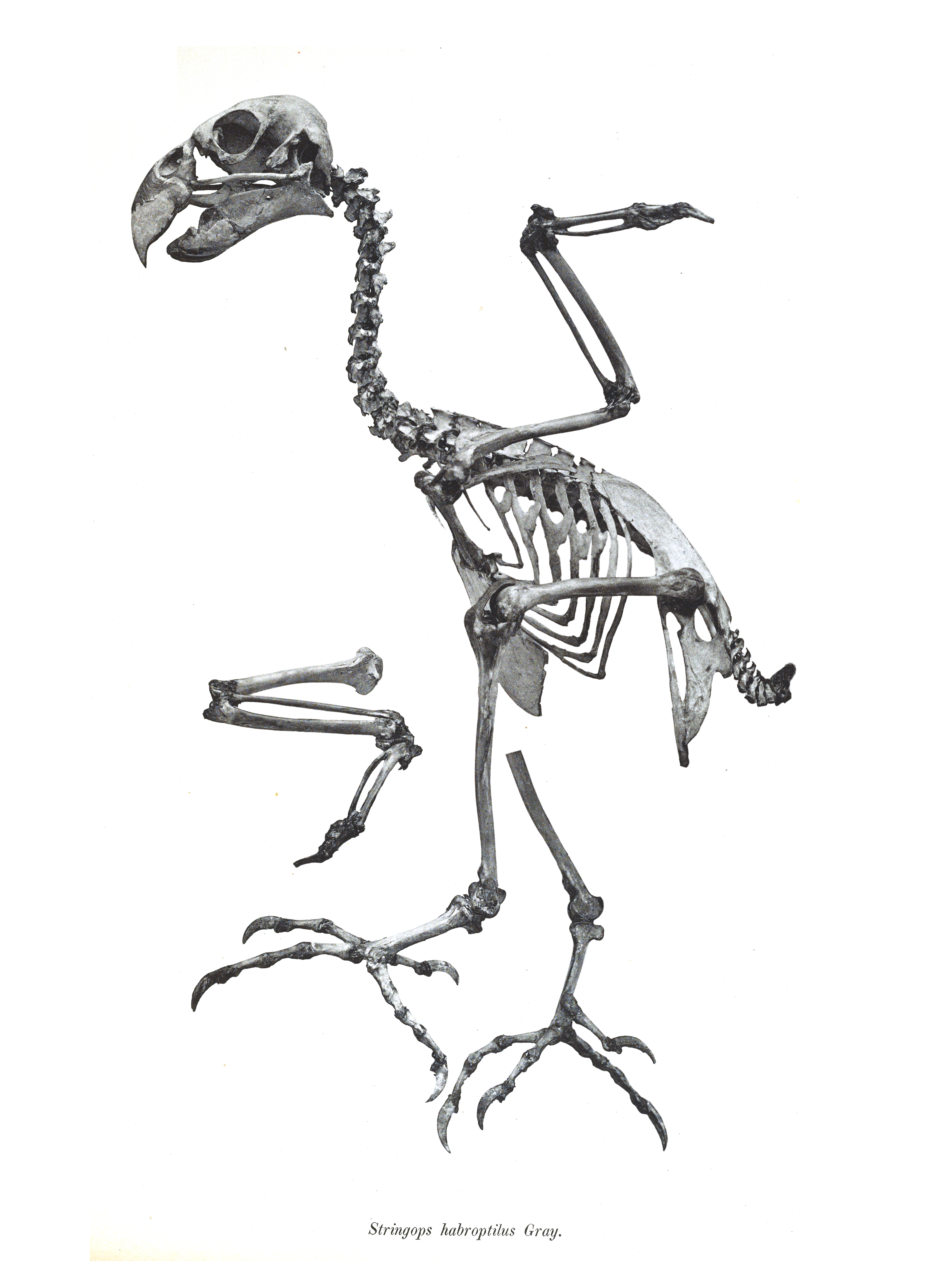
Scheletro di cacapò.

Un esemplare di cacapò fornisce una buona quantità di carne, che veniva considerata dai Māori una vera prelibatezza: per questo motivo, quando la specie era ancora diffusa, essa era oggetto di una caccia intensa. Una fonte afferma che la sua carne «assomiglia all'agnello per gusto e consistenza», ma secondo i coloni europei essa aveva un «sapore forte e leggermente agro».
Negli anni in cui aveva luogo la nidificazione, i rumorosi richiami rimbombanti dei maschi nelle loro arene nuziali rendevano piuttosto facile alle bande di cacciatori māori localizzare questi animali, che venivano cacciati anche mentre andavano in cerca di cibo o quando facevano bagni di polvere nei periodi asciutti dell'anno. Il cacapò veniva catturato, generalmente di notte, usando trappole, buche nascoste o mute di cani polinesiani addestrati - a volte i cacciatori utilizzavano bastoni infuocati di vario genere per abbagliare l'uccello nell'oscurità, facendolo immobilizzare e rendendone così più facile la cattura. La cottura avveniva in un hāngi o in zucche piene di olio bollente. La carne dell'uccello poteva essere conservata nel suo stesso grasso e immagazzinata in contenitori per un consumo futuro - i cacciatori della tribù Ngāi Tahu la impacchettavano in cesti fatti con la corteccia interna dell'albero di totara o in contenitori fatti con il kelp. Ai lati di questi contenitori, come abbellimento e in modo da identificare il loro contenuto, venivano attaccati dei fasci di penne della coda del cacapò. I Māori raccoglievano anche le uova di questo uccello, che sono descritte come biancastre «ma non bianco puro» e all'incirca delle stesse dimensioni di un uovo di kererū.
Oltre a mangiare la carne del cacapò, i Māori ne utilizzavano anche le pelli con le piume ancora attaccate o le piume cucite insieme con fibre di lino per creare cappe e mantelli. Per la loro realizzazione potevano essere necessarie fino ad 11.000 piume. Questi indumenti non solo erano considerati molto belli, ma facevano anche molto caldo a chi li indossava. Venivano molto apprezzati e i pochi di essi ancora esistenti sono considerati taonga (tesori) - infatti, il vecchio adagio māori «Avere una cappa di kākāpō e lamentarsi ancora del freddo» veniva usato per descrivere qualcuno che non è mai soddisfatto. Le piume di cacapò venivano utilizzate anche per decorare i manici delle taiaha, ma venivano rimosse prima di un combattimento.
Nonostante questo, presso i Māori il cacapò era considerato anche come un affettuoso animale da compagnia. Ciò è stato confermato dai coloni europei che si stabilirono in Nuova Zelanda nel XIX secolo, tra cui George Edward Grey, che una volta scrisse in una lettera ad un collega che il comportamento del suo cacapò domestico nei suoi confronti e verso i suoi amici era «più simile a quello di un cane che a quello di un uccello».

## Nei media
I problemi correlati alla conservazione del cacapò hanno reso la specie molto nota al grande pubblico. Negli ultimi anni sono stati prodotti molti libri e documentari che descrivono la difficile situazione di questo animale: uno dei primi è stato Two in the Bush, girato da Gerald Durrell per la BBC nel 1962. Un lungometraggio, The Unnatural History of the Kakapo, vinse due importanti premi al Reel Earth Environmental Film Festival. Due tra i più importanti documentari su questo animale, entrambi prodotti dalla NHNZ, sono Kakapo - Night Parrot (1982) e To Save the kakapo (1997). Il cacapò compare anche in alcuni documentari della BBC, compreso un episodio di La vita degli uccelli di Sir David Attenborough. Esso è stato anche uno degli animali in pericolo di estinzione scelti da Douglas Adams e Mark Carwardine per la serie radiofonica Last Chance to See, dalla quale è stato tratto anche un libro. Una versione aggiornata della serie, prodotta per la BBC, vede Stephen Fry e Carwardine sulle tracce delle suddette specie in pericolo per vedere come se la stavano passando quasi 20 anni dopo; nel gennaio 2009 i due trascorsero alcuni giorni a filmare il cacapò a Codfish Island. Le immagini di un cacapò di nome Sirocco che tentava di accoppiarsi con la testa di Carwardine sono state viste da milioni di telespettatori in tutto il mondo, e nel 2010, Anno Internazionale della Biodiversità, Sirocco è stato nominato «portavoce» della conservazione dell'ambiente della Nuova Zelanda. Il cacapò compare anche nell'episodio «Strane isole» della serie documentaristica Mari del sud, andato in onda per la prima volta il 13 giugno 2009, nell'episodio «Mondi isolati» della serie Il pianeta vivente e nel terzo episodio della serie BBC New Zealand Earth's Mythical Islands.